# Chris Duvall
Chris Duvall, né le 10 septembre 1991 à Duluth, est un joueur américain de soccer. Il joue au poste de défenseur latéral droit.

## Biographie
Le 16 janvier 2014, Chris Duvall est sélectionné par les Red Bulls de New York en vingt-deuxième position du repêchage universitaire.
Après avoir été choisi lors du repêchage d'expansion, Duvall est échangé par le Minnesota United FC à l'Impact de Montréal avec une allocation monétaire contre l'international costaricien Johan Venegas le 13 décembre 2016.
Durant la saison 2018 sous la direction de Rémi Garde, Duvall perd sa place de titulaire avec l'arrivée de Bacary Sagna. À l'issue de la saison, il est échangé au Dynamo de Houston en retour d'un choix de 3e ronde lors du SuperDraft 2020 de la MLS.

## Statistiques
| Saison                | Club                   | Championnat           | Championnat | Championnat | Coupe(s) nationale(s) | Coupe(s) nationale(s) | Compétition(s) continentale(s) | Compétition(s) continentale(s) | Compétition(s) continentale(s) | Séries | Séries | Total | Total |
| Saison                | Club                   | Division              | M.          | B.          | M.                    | B.                    | Comp.                          | M.                             | B.                             | M.     | B.     | M.    | B.    |
| 2014                  | Red Bulls de New York  | MLS                   | 19          | 0           | 1                     | 0                     | LCC                            | 2                              | 0                              | 0      | 0      | 22    | 0     |
| 2015                  | Red Bulls de New York  | MLS                   | 15          | 1           | 1                     | 0                     | -                              | -                              | -                              | 0      | 0      | 16    | 1     |
| 2016                  | Red Bulls de New York  | MLS                   | 25          | 0           | 0                     | 0                     | LCC                            | 2                              | 0                              | 2      | 0      | 29    | 0     |
| Sous-total            | Sous-total             | Sous-total            | 54          | 1           | 2                     | 0                     | -                              | 4                              | 0                              | 2      | 0      | 62    | 1     |
| 2017                  | Impact de Montréal     | MLS                   | 27          | 1           | 3                     | 0                     | -                              | -                              | -                              | -      | -      | 30    | 1     |
| 2018                  | Impact de Montréal     | MLS                   | 15          | 0           | 0                     | 0                     | -                              | -                              | -                              | -      | -      | 15    | 0     |
| Sous-total            | Sous-total             | Sous-total            | 42          | 1           | 3                     | 0                     | -                              | 0                              | 0                              | 0      | 0      | 45    | 1     |
| 2019                  | Dynamo de Houston      | MLS                   | 1           | 0           | 2                     | 0                     | -                              | -                              | -                              | -      | -      | 3     | 0     |
| 2019                  | Rio Grande Valley FC   | USLC                  | 3           | 0           | -                     | -                     | -                              | -                              | -                              | -      | -      | 3     | 0     |
| 2019                  | Energy d'Oklahoma City | USLC                  | 3           | 0           | -                     | -                     | -                              | -                              | -                              | -      | -      | 3     | 0     |
| 2020                  | Timbers de Portland    | MLS                   | 13          | 1           | -                     | -                     | -                              | -                              | -                              | -      | -      | 13    | 1     |
| 2021                  | FC Cincinnati          | MLS                   | 4           | 0           | -                     | -                     | -                              | -                              | -                              | -      | -      | 4     | 0     |
| Total sur la carrière | Total sur la carrière  | Total sur la carrière | 125         | 3           | 7                     | 0                     | -                              | 4                              | 0                              | 2      | 0      | 138   | 3     |

## Palmarès
Chris Duvall remporte le Supporters' Shield en 2015 avec les New York Red Bulls et atteint la finale du Championnat canadien en 2017 avec l'Impact de Montréal.